# El Zorro (luchador)
Jesús Cristóbal Martínez Rodríguez (20 de julio de 1975) es un luchador profesional mexicano, más conocido por su nombre en el ring como El Zorro, Martínez trabaja actualmente para la empresa Lucha Libre AAA Worldwide (AAA)
Jesús fue una vez Campeón Mundial, al ser una vez Megacampeón de AAA y también fue una vez Campeón Mundial de Tercias de la AAA, una vez Campeón Mundial de Tercias del CMLL y fue ganador de Rey de Reyes (2008).

## Carrera

### Inicios (1993-1999)
Inició su práctica en lucha libre a la edad de 17 años. Su debut fue el 3 de octubre de 1993 en la Plaza de Toros Jorge Rivera en Zapopan, Jalisco llevando como compañero a indio dinamo para enfrentarse a Estruendo y La Garra.
En 1995 hace su ingreso a las filas de los coliseinos en esa misma localidad bajo el nombre de junior. En su estancia logra conquistar el campeonato semicompleto, y la cabellera de Cesar Dantes, (hermano menor de Apolo Dantes). El 16 de noviembre de 1996 es invitado a formar parte del elenco de promo Azteca. y le da nacimiento al personaje de "El Zorro" en el año de 1995 en una eliminatoria de parejas eliminando al texano y al dandy gana el campeonato mundial de parejas de la WWO (tag team champion WWO).
En 1998 ingresa a las filas del CMLL y en ese mismo año el promotor y dueño de la IWA Víctor Quiñones le da la oportunidad de ingresar a WWF.
En enero de 1999 es invitado ala función organizada por WCW "festival de lucha" en marzo. Hace su primer viaje al a la tierra del sol naciente Japón en la empresa Michinoku Prowrestling.
Posteriormente en julio de 1999 hace su segundo viaje a la empresa HRCW en Melbourne, Australia lo cual nos comenta fue una gran experiencia y para finalizar el año en septiembre se presenta en la empresa de Paul Heyman ECW

### Asistencia Asesoría y Administración/Lucha Libre AAA Worldwide (2000-2017)
En diciembre hace su arribo en la ciudad de Bremen, Alemania donde nace el personaje de Jesús Cristóbal (el caballero) personaje creado por IWA. En Puerto Rico En enero de 2000 trabaja de lleno en el elenco de International Wrestling Association (IWA). En mayo de ese año logra conquistar el Campeonato JR. Completo de la iwa enfrentando a Ismael Feliciano y perdiéndolo ante Andrés Borges.
En 2005 Con la empresa Triple A realiza una gira por Centroamérica visitando los países como Costa Rica , El Salvador, Panamá, Nicaragua, Honduras y Panamá
De vuelta a Triple A, El Zorro tiene una riña con Charly Manson por el Campeonato Nacional Mexicano, en el cual retiene el
campeonato hasta el 4 de junio, en una Lucha de Jaula, en la cual Charly Manson obtuvo ayuda de sus integrantes, dejando así a El Zorro, sin campeonato y sin cabellera.
Como resultado de su derrota ante Charly Manson, El Zorro perdió su cabellera y entre los integrantes de en ese entonces Secta Cibernética le pusieron una máscara (idéntica a la del guitarrista de Slipknot, Mick Thomson) la cual, al parecer, poseía una especie de hechizo Maya, el cual lo poseía y al parecer Charly podría controlar por la máscara, así usándolo para su beneficio contra sus oponentes y dejándolo fuera de sí, pero al disolverse la Secta y Manson ingresando con los Vipers Revolution la máscara empezó a perder el poder que tenía.
Después de 10 meses usando esa máscara hechizada, y de que perdió poder, El Zorro invade algunos encuentros entre los ahora formados Hell Brothers contra la Secta del Mesías, no fue hasta el 27 de abril de 2007 en el Poliforum Deportivo de Pachuquilla, Hidalgo, cuando El Zorro se despojó de la máscara que lo tuvo cautivo, dando por hecho la alianza entre él y los Hell Brothers.
Al aliarse con los Hell Brothers, la rivalidad con Manson desapareció y empezaron a trabajar en equipo, junto con Chessman y El Cibernético, haciendo un fuerte equipo y enfrentado a rivales como La Secta del Mesías de Ricky Banderas y la Legión Extranjera de Konnan el Bárbaro.
Participó en la eliminatoria por el Mega Campeón de Peso Completo AAA, pero fue eliminado por Chessman, causando así una grieta en la alianza que se tenía. El 16 de septiembre de 2007 se presenta el evento Verano de Escándalo El Zorro forma equipo con Charly Manson y Cibernético, en contra de La Secta del Mesías Cuervo, Scoria, Ozz y Espíritu, en la pelea en Domo de la Muerte
Saliendo su equipo victorioso rapando a Espíritu. Cuando Zorro salió del domo, fue a vestidores y al finalizar el encuentro apareció de nuevo, con la máscara, golpeando a los integrantes de los Hell Brothers, momento después se descubre que era Konnan disfrazado como el Zorro, a lo cual aparece el para salvar a sus compañeros de la Legión Extranjera y de la Secta del Mesías, aquí es donde sorprendió a la audiencia al darle la espalda a sus compañeros y agredirlos el mismo con el kendō y unirse a la Legión Extranjera de Konnan, y así cambiar a rudo
Al iniciar la alianza con Konnan, su popularidad con la audiencia empieza a subir, declarándolo uno de los mejores rudos de la actualidad, dado sus juegos, su forma de hablar, y el estilo de mofarse de sus rivales. Tras toda su actividad y sus victorias se ganó el pase para él Rey de Reyes 2008, estando en la última etapa contra Abismo Negro, Mr. Niebla y Alan Stone, siendo ganador de la tan deseada la espada que le entregó Joaquín Roldán.
El 13 de junio de 2008 en el Palacio de los Deportes se enfrentaría a Cibernético por el Mega Campeonato teniendo como second al líder de la Legión Extranjera, Konnan, obteniendo un resultado negativo al perder después de que Cibernético le aplicara una Garra Cibernética y dándole cuenta de tres, después de eso, él dijo que la rivalidad no había concluido, abriendo un nuevo capítulo a esta guerra.
El 13 de junio de 2009 en el Palacio de los Deportes en la Triplemanía XVII se enfrentó a X-Pac con un resultado negativo para el Zorro, sin embargo lo que más llamó la atención de toda la AAA fue que al término de la lucha por la presidencia de la misma, El Zorro apareció con la misma máscara que le fue puesta años atrás luego de haber perdido la cabellera frente a Charly Manson y entregarle al Licenciado Joaquín Roldán su vara de kendo para que este golpera a Konnan, lo cual significó su traición a la Legión Extranjera.
Luchó contra La Yakuza aliado con Dark Cuervo y Dark Escoria pero fue rendido por Sugi-San.
Participó en una lucha para sacar al retador oficial al megacampeonato saliendo El zorro en el lugar número 4 pero fue eliminado por Charly Manson. En Guerra de Titanes derrotó a Dr. Wagner, ganando el Megacampeonato Unificado de Peso Completo de la AAA.
pero después terminó su alianza con konnan después de que konnan se alió a la tna con su grupo y en triplemania 19 y él se alió a la AAA tras esto El Zorro cambio de Heel a Face.
El Viernes 18 de octubre de 2013, en el evento Héroes Inmortales, hace su reaparición con su personaje del Zorro, camino y rodeo el hexadrilatero en la lucha de La Parka vs La Parka Negra, aventó su kendo en medio del ring y se fue. El viernes 23 de noviembre en la Plaza de Toros San Marcos, en Aguascalientes, aparece para defender al Hijo del Perro Aguayo y al Cibernético de un ataque de Psicosis, Daga y La Parka Negra.

### Circuito independiente (2017-presente)
Tras su salida de AAA, El Zorro comenzó a trabajar para The Crash; donde formó parte de La Rebelión, junto a Daga, Fenix, Penta OM, Garza Jr. y Rey Misterio

### Consejo Mundial de Lucha Libre (2018-presente)
El 29 de junio de 2018, Martínez trabajó su primer combate para el Consejo Mundial de Lucha Libre en más de 18 años, trabajando bajo el nombre "The Chrizh". Se asoció con Cibernético, considerado como "Ciber the Main Main" y "Sharlie Rock Star" (anteriormente como Charly Manson), formando un trío conocido como "Klan Kaoz". El trío hizo su debut en CMLL en el evento principal del programa semanal Super Viernes, perdiendo ante Carístico, Valiente y Volador Jr.

## En lucha
- Movimientos finales
  - Zorro Strecht (Sharpshooter)

- Movimientos de firma
  - German suplex
  - Powerbomb
  - Superkick
- Apodos
  - El Profeta de la lucha libre
  - El Conde de Sevilla

## Campeonatos y logros
- Comisión de Box y Lucha Libre de México, D.F.
  - Campeonato Nacional de Peso Completo (3 veces)[4]
- Consejo Mundial de Lucha Libre
  - Campeonato Mundial de Tríos del CMLL (1 vez) – con Ciber the Main Man & Sharlie Rockstar
- Guadalajara
  - Campeonato de Peso Semicompleto de Occidente (1 vez)
- Asistencia Asesoría y Administración / Lucha Libre AAA Worldwide
  - Megacampeonato Unificado de Peso Completo de la AAA (1 vez)
  - Campeonato Mundial de Tríos de AAA (1 vez) — con Dark Cuervo & Dark Escoria (1)
  - Rey de Reyes (2008)[5]
- Universal Wrestling Association
  - Campeonato Mundial de Peso Semicompleto de la UWA (5 veces)[6]
- International Wrestling Association
  - Campeonato Mundial de Peso Completo Junior de la IWA (1 vez)[7]
- World Wrestling Organization
  - Campeonato en Parejas de la WWO (1 vez) - con Tarzan Boy

## Luchas de apuestas
| Apuesta   | Ganador       | Perdedor              | Lugar                       | Fecha                   |
| --------- | ------------- | --------------------- | --------------------------- | ----------------------- |
| Máscara   | César Dantés  | Junior                | Guadalajara, Jalisco        | Desconocido             |
| Cabellera | El Zorro      | César Dantés          | Guadalajara, Jalisco        | Desconocido             |
| Cabellera | El Zorro      | El Texano             | Tijuana, Baja California    | 30 de noviembre de 2001 |
| Cabellera | El Zorro'     | Jaque mate]]          | Nuevo Laredo Tamaulipas     | 25 de noviembre de 2002 |
| Cabellera | El Zorro      | El Hijo del Enfermero | Tijuana, Baja California    | 11 de julio de 2003     |
| Cabellera | Charly Manson | El Zorro              | Naucalpan, Estado de México | 18 de junio de 2006     |
| Cabellera | El Zorro      | Nicho El Millonaro    | Ciudad Juárez, Chihuahua    | 30 de octubre de 2010   |